# Myrcianthes oreophila
Myrcianthes oreophila ist eine in Peru und Bolivien heimische Baumart aus der Familie der Myrtaceae.

## Beschreibung
Der Baum ist 5 bis 15 Meter hoch, der unregelmäßig wachsende Stamm hat einen Durchmesser von 10 bis 30 Zentimeter und hat eine beige bis rötliche glatte, schuppige Rinde. Vegetative Knospen sowie junge Zweige, Blätter und Blütenstände sind mit feinen, weißen Härchen bedeckt.
Die Blattstiele sind kurz und gedrungen, 2,5 bis 4 Millimeter lang und 1 bis 1,5 Millimeter dick. Die einfachen, gegenständigen und ganzrandigen Laubblätter sind an der Spitze rundspitzig bis stumpf, an der Basis stumpf bis abgerundet, mit eiförmigen bis elliptischen oder rundlichen, etwa 1 bis 4,5 cm langen und 1 bis 3 cm breiten Blattspreiten. Sie sind steif, ledrig, glatt, oberseits glänzend und unbehaart.
Blütezeit ist der Juli. Die 1 bis 2 Zentimeter langen, zwittrigen, weißen Blüten stehen in kurzen, zymösen, achsel- oder endständigen, 3 bis 5 cm langen Trugdolden aus meist drei behaarten Blüten. Die vierzähligen Blüten mit doppelter Blütenhülle sind sitzend bis kurz gestielt. Der kantige, verkehrt-konische Blütenbecher ist dicht weißlich behaart. Der feinborstige bis kahle Kelch ist etwa 5 bis 7 Millimeter lang. Die verkehrt-eiförmigen Kronblätter sind 5 bis 7 Millimeter. Die sehr zahlreichen, etwa 5 bis 8 Millimeter langen Staubblätter stehen um einen 7 bis 9 Millimeter langen, schlanken und kahlen Griffel des unterständigen, zweikammerigen Fruchtknotens. Es ist ein Diskus vorhanden.
Die ab August wachsenden kleinen Früchte sind kugelförmige bis ellipsoide, bei Reife rötliche Beeren mit einem Durchmesser von 5 bis 8 Millimeter.

## Verbreitung und Lebensraum
Myrcianthes oreophila wächst in feuchten oder subhumiden montanen Andenwäldern im Süden Perus in einer Höhe von 2500 bis 4000 Metern über dem Meeresspiegel. Sie ist nachgewiesen in den peruanischen Regionen Apurimac und Cusco sowie aus Bolivien. Sie ist Indikatorart für eine ältere Vegetation.

## Systematik
Die Art wurde 1906 von Ludwig Diels als Eugenia oreophila erstbeschrieben, 1958 überstellte Rogers McVaugh sie dann in die Gattung Myrcianthes.

## Nutzung
Myrcianthes oreophila hat keine größere kommerzielle Bedeutung. Das harte und weißliche Holz wird in der Region für die Herstellung von Möbeln und als Brennholz verwendet, in präkolumbianischer Zeit auch zur Herstellung von Zeremonialgefäßen. Aus den Blättern wird ein Tee zubereitet.